# Bisdom Parral
Het bisdom Parral (Latijn: Dioecesis Parralensis) is een rooms-katholiek bisdom met als zetel Parral, in Mexico. Het bisdom is suffragaan aan het aartsbisdom Chihuahua. 

## Geschiedenis
Het bisdom werd opgericht op 11 mei 1992, uit delen van het aartsbisdom Chihuahua en het apostolisch vicariaat Tarahumara.

## Parochies
Het bisdom had in 2021 een oppervlakte van 43.674 km2 en telde 288.400 inwoners waarvan 82,0% rooms-katholiek was.

## Bisschoppen
- José Andrés Corral Arredondo (11 juli 1992 - 24 december 2011)
  - Constancio Miranda Wechmann (apostolisch administrator: 5 januari 2012 - 27 juni 2012)
- Eduardo Cirilo Carmona Ortega (27 juni 2012 - 6 november 2019)
- Mauricio Urrea Carrillo (21 november 2020 - heden)

Chihuahua (aartsbisdom) · Ciudad Juárez · Cuauhtémoc-Madera · Nuevo Casas Grandes · Parral · Tarahumara